# مشبك محواري محاوري
المشبك المحواري المحاوري هو نوع من المشابك العصبية، يتشكل من إسقاط نهايات محور عصبي لخلية عصبية على محور عصبي لخلية عصبية أخرى. وُجدت ووُصفت المشابك المحوارية المحاورية مؤخرًا مقارنةً بأنواع المشابك الأخرى الأكثر شيوعًا، مثل المشابك المحوارية الشجيرية والمشابك المحوارية الجسدية. تتغير الخصائص المكانية والزمانية للخلايا العصبية بنوع المشبك المتشكل بينها. وعلى عكس الأنواع الأخرى، لا يُسهم المشبك المحواري المحاوري في تحفيز جهد الفعل في الخلية العصبية ما بعد المشبكية. بل يؤثر على احتمالية إطلاق الناقل العصبي استجابةً لأي جهد فعل يمر عبر محور الخلية العصبية ما بعد المشبكية. وبالتالي، يبدو أن المشابك المحوارية المحاورية مهمة جدًا للمخ في تحقيق عمليات حسابية عصبية متخصصة.توجد المشابك المحوارية المحاورية في جميع أنحاء الجهاز العصبي المركزي، بما في ذلك الحُصين والقشرة المخية والجسم المخطط لدى الثدييات؛ وفي الوصلات العصبية العضلية لدى القشريات؛ وفي الدوائر البصرية لدى ذوات الأجنحة. يمكن للمشابك المحوارية المحاورية أن تُحفز تأثيرات مثبطة أو مُثيرة في العصبون ما بعد المشبك. ومن الأمثلة الكلاسيكية على دور المشابك المحوارية المحاورية أنها تُسبب تأثيرات مثبطة على العصبونات الحركية في القوس الانعكاسي الشوكي الجسدي. تُعرف هذه الظاهرة باسم التثبيط قبل المشبكي.

## الخلفية

رسم توضيحي للتشابك المحواري المحاوري المتشكل بين نهاية الخلية العصبية قبل المشبكية ومحور الخلية العصبية بعد المشبكية

تُشكّل الترابطات المعقدة بين الخلايا العصبية شبكات عصبية، وهي مسؤولة عن أنواع مختلفة من العمليات الحسابية في الدماغ. تتلقى الخلايا العصبية المُدخلات بشكل رئيسي من خلال الزوائد الشجرية، التي تلعب دورًا في العمليات الحسابية المكانية والزمانية، مما يؤدي إلى إطلاق جهد الفعل ينتقل لاحقًا إلى النهايات المشبكية مارًا عبر المحاور العصبية. بناءً على مواقعها، يمكن تصنيف المشابك العصبية إلى أنواع مختلفة، مثل المشبك المحواري الشجيري، والمشبك المحواري الجسدي، والمشبك المحواري المحاوري. تشير البادئة هنا إلى جزء الخلية العصبية قبل المشبكية (أي "axo-" للمحاور)، وتمثل اللاحقة موقع تشكل المشبك على الخلية العصبية بعد المشبكية (أي "-dendritic" للزوائد الشجرية ، و"-somatic" لجسم الخلية، و"-axonic" للمشابك على المحاور العصبية). سيحكم موقع المشبك دور هذا المشبك في شبكة من الخلايا العصبية. في المشابك المحوارية الشجيرية، سيؤثر النشاط قبل المشبك على الحساب المكاني والزماني في الخلايا العصبية ما بعد المشبكية عن طريق تغيير الجهد الكهربائي في الفرع الشجيري. في حين أن المشبك المحوري الجسدي سيؤثر على احتمالية إطلاق جهد الفعل في الخلية العصبية ما بعد المشبكية عن طريق التسبب في تأثيرات مثبطة أو مثيرة مباشرة في جسم الخلية. في حين أن الأنواع الأخرى من المشابك تعدل النشاط العصبي ما بعد المشبك، فإن المشابك المحوارية المحاورية تُظهر تأثيرات دقيقة على نقل المعلومات العصبية على مستوى الشبكة. في مثل هذه المشابك، لن يغير النشاط في الخلايا العصبية قبل المشبكية جهد الغشاء (أي إزالة الاستقطاب أو فرط الاستقطاب) لجسم خلية الخلايا العصبية ما بعد المشبكية لأن الخلايا العصبية قبل المشبكية تسقط مباشرة على محاور الخلايا العصبية ما بعد المشبكية. وبالتالي، يؤثر المشبك المحواري المحاوري بشكل رئيسي على احتمالية إطلاق حويصلة الناقل العصبي استجابةً لإطلاق جهد الفعل في الخلية العصبية ما بعد المشبكية. وعلى عكس أنواع المشابك الأخرى، يتلاعب المشبك المحواري المحاوري بتأثيرات إطلاق الخلية العصبية ما بعد المشبكية على الخلايا العصبية اللاحقة في الشبكة. ونظرًا لآلية عمل المشابك المحوارية المحاورية، فإن معظم هذه المشابك مثبطة، ومع ذلك، يُظهر بعضها تأثيرات مثيرة في الخلايا العصبية ما بعد المشبكية.

## التاريخ
قدّم إي. جي. غراي أول دليل مباشر على وجود المشابك المحوارية-المحاورية عام 1962. التقط غراي صورًا بالمجهر الإلكتروني لمشابك محوارية-محتورية مُشكّلة على نهايات العصبونات العضلية الواردة المُشاركة في القوس الانعكاسي الجسدي الشوكي في شرائح الحبل الشوكي لقطة. لاحقًا، صاغ غراي مصطلح "المشابك المحوارية-المحاورية" بعد الحصول على تأكيد فوتوغرافي من ما يصل إلى اثني عشر مشبكًا محواريًا-محاوريًا. خلال العامين التاليين، اكتشف العلماء مشابك محوارية-محاورية في أماكن أخرى مُختلفة من الجهاز العصبي لدى حيوانات مُختلفة، مثل شبكية عين القطط والحمام، وفي النواة الركبية الجانبية للقرود،  وفي البصلة الشمية للفئران، وفي فصوص مُختلفة في دماغ الأخطبوط. وقد أكّد هذا وجود المشابك المحوارية-المحاورية في الدماغ لدى جميع أنواع الحيوانات. قبل اكتشاف المشابك المحوارية المحاورية، تنبأ علماء وظائف الأعضاء بإمكانية وجود مثل هذه الآليات منذ عام 1935، وذلك بعد ملاحظاتهم للتسجيلات الكهربية الفيزيولوجية والتحليل الكمي لأجزاء الدماغ. وقد لاحظوا استجابات مثبطة في الخلايا العصبية الحركية ما بعد المشبكية أثناء تحضير شريحة القوس الانعكاسي أحادي المشبك. وخلال التسجيلات المتزامنة للخلايا العصبية قبل المشبكية وما بعد المشبكية، لم يتمكن علماء وظائف الأعضاء من فهم التثبيط غير المتكرر الملحوظ في الخلية العصبية ما بعد المشبكية، مع عدم وجود تغيرات في جهد الغشاء في الخلية العصبية قبل المشبكية. في ذلك الوقت، عُرفت هذه الظاهرة باسم "الفعل المثبط قبل المشبكي"، وهو المصطلح الذي اقترحه كارل فرانك عام 1959، ولخصه جون إكليس لاحقًا بشكل جيد في كتابه. بعد اكتشاف غراي للتشابك العصبي المحواري-المحاوري عام 1962، أكد العلماء أن هذه الظاهرة ناجمة في الواقع عن وجود هذا التشابك في القوس الانعكاسي. وفي الآونة الأخيرة، في عام 2006، اكتشف الباحثون أول دليل على التأثيرات الإثارة التي يسببها التشابك العصبي المحواري-المحاوري. ووجدوا أن الخلايا العصبية    GABAergic تنعكس على محاور الخلايا الهرمية في القشرة المخية لتكوين تشابك عصبي-محوري، وتُحدث تأثيرات إثارة في الدوائر الدقيقة القشرية.

## الوظيفة
فيما يلي مواقع الدماغ التي توجد فيها المشابك المحوارية-المحاورية لدى مختلف الحيوانات.

### قشرة المخيخ

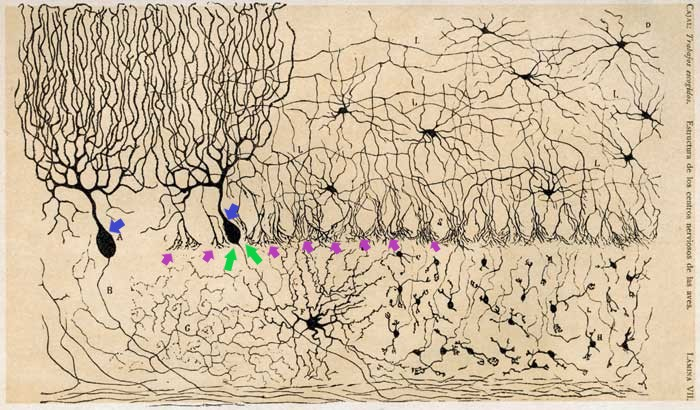
رسم للقشرة المخيخية، يظهر المشابك المحوارية المحاورية (باللون الأخضر) التي تشكلت بواسطة نتوءات الخلايا السلة (باللون الوردي) على خلايا بوركنجي (باللون الأزرق) في تلة المحور العصبي

ظهر المشبك المحواري-المحاوري في قشرة المخيخ لأول مرة في إحدى رسومات سانتياغو رامون إي كاخال في كتابه المنشور عام 1909. لاحقًا، باستخدام المجهر الإلكتروني، تم التأكد من أن محور الخلية السلة يبرز على نتوء محور خلايا بوركنجي في قشرة المخيخ لدى القطط والثدييات الأخرى، مشكلًا مشابك محوارية-محاورية. أُجري أول توصيف كهربائي فيزيولوجي لمشبك محواري-محاوري متشكل على خلايا بوركنجي عام 1963، حيث وُجد أن محاور الخلايا السلة قبل المشبكية تثبط المخرج النهائي لخلايا بوركنجي بعد المشبك عبر المشبك المحواري-المحاوري. كشفت دراسة على مستوى الشبكة أن الخلايا الحبيبية (المعروفة أيضًا باسم الألياف المتوازية) التي تنشط خلايا بوركنجي، تنشط أيضًا خلايا السلة التي تمنع لاحقًا تأثير خلايا بوركنجي على الشبكة السفلية.

### القشرة المخية
توجد المشابك المحورية-المحورية في القشرة البصرية (في V1 وV2) لدى الثدييات، وقد دُرست جيدًا لدى القطط والفئران والرئيسيات مثل القرود. يتشكل المشبك على الأجزاء الأولية من محاور الخلايا الهرمية في عدة طبقات من القشرة البصرية. تأتي الخلايا العصبية البارزة لهذه المشابك من أجزاء مختلفة من الجهاز العصبي المركزي والقشرة الحديثة. وبالمثل، توجد المشابك المحوارية-المحاورية في القشرة الحركية، وفي المنطقة الفرعية، وفي القشرة الكمثرية. في القشرة المخططة، وكما كشفت طريقة جهاز جولجي والمجهر الإلكتروني، يتكون ما يصل إلى خمسة مشابك محوارية-محاورية على خلية هرمية واحدة. في القشرة المخية، قد تلعب المشابك المحوارية المحاورية المثبطة دورًا واسع النطاق في نشاط مستوى الشبكة من خلال تمكين الإطلاق المتزامن للخلايا الهرمية، وذلك بشكل أساسي عن طريق تعديل عتبة إخراج هذه الخلايا. توجد هذه المشابك أيضًا على الأجزاء الأولية من المحاور في الخلايا الهرمية في القشرة الحسية الجسدية، وفي القشرة الشمية الأولية التي وجد أنها من النوع المثبط. بدراسة مواقع المشابك المحوارية المحاورية في القشرة الشمية الأولية، اقترح الباحثون أن المشابك المحوارية المحاورية قد تلعب دورًا حاسمًا في مزامنة التذبذبات في القشرة الكمثرية (في القشرة الشمية)، مما يساعد على الشم. توجد المشابك المحوارية المحاورية أيضًا في الحُصين. وُجِد أن هذه المشابك تتشكل بشكل رئيسي على الخلايا الرئيسية في الطبقة الشرقية والطبقة الهرمية، ونادرًا ما تتشكل على الطبقة المشعة؛ وتتلقى عادةً نتوءات من الخلايا العصبية البينية المحلية GABAergic. تُظهر الخلايا العصبية البينية الأفقية توزيعًا صفائحيًا للتغصنات، وهي تشارك في المشابك المحوارية المحاورية في الحُصين، والتي تتلقى مدخلات مشبكية مباشرة من الخلايا الهرمية CA1. وبالتالي، تشير هذه الدراسات عمومًا إلى أن المشابك المحوارية المحاورية يمكن أن توفر آلية أساسية لمعالجة المعلومات في القشرة المخية.

### العقد القاعدية
أشارت الدراسات المجهرية في الجسم المخطط سابقًا إلى ندرة وجود مشابك عصبية محوارية-محاورية في المقاطع الفردية. وتشير الاستقراءات من البيانات الطوبولوجية إلى وجود أعداد أكبر بكثير من هذه المشابك في الجسم المخطط، حيث سبق افتراض الدور العلاجي لهذه المشابك في علاج الفصام. في هذه الدراسة، فحص الباحثون 4811 مشبكًا عصبيًا في مقاطع من الجسم المخطط للفئران، ووُجد أن 15 منها مشابك محوارية-محاورية. تتكون هذه المشابك المحوارية-المحاورية من عصبونات داخلية مثبطة للدوبامين (على الجانب قبل المشبكي) تبرز على محاور ألياف القشرة-المخطط الغلوتاماتية في الجسم المخطط للفئران.

### جذع الدماغ
توجد المشابك المحورية-المحورية في النواة الشوكية الثلاثية التوائم في جذع الدماغ. أظهرت دراسات المجهر الإلكتروني على جذع دماغ قطة صغيرة كميةً لتكوين المشابك العصبية المحوارية المحاورية في النواة الثلاثية التوائم الشوكية في مراحل نمو مختلفة من الدماغ. حدد الباحثون المشابك العصبية عن طريق عد الحويصلات المنطلقة في الشق المشبكي، والتي يمكن ملاحظتها في الصور المجهرية. أظهرت الدراسات أن الوصلات المحوارية المحاورية تتزايد باستمرار طوال فترة النمو، بدءًا من عمر 3 ساعات وحتى عمر 27 يومًا لدى القطط الصغيرة. يكون أعلى معدل لتكوين المشابك العصبية خلال الأيام الثلاثة إلى الستة الأولى، وفي نهايتها، ستحتوي النواة الثلاثية التوائم الشوكية للقطط الصغيرة على ما يقرب من نصف المشابك المحوارية المحاورية الموجودة لدى القطط البالغة. لاحقًا، بين عمر 16 و27 يومًا، تحدث زيادة أخرى في تكوين المشابك المحوارية المحاورية. لُوحظت أيضًا مشابك محوارية محاورية في النواة المنفردة (المعروفة أيضًا باسم نواة المسار المنفرد) بشكل فريد في الجزء الوصلي في الدراسات التشريحية العصبية، التي استخدمت 5-هيدروكسي دوبامين لتمييز المشابك المحوارية المحاورية. تتشكل المشابك المحوارية المحاورية على نهايات مستقبلات الضغط بواسطة الألياف الأدرينالية قبل المشبكية، ويُقترح أنها تلعب دورًا في منعكس الضغط.

### الحبل الشوكي
توجد المشابك المحورية المحورية في قوس الانعكاس الشوكي لدى الثدييات، وفي المادة الجيلاتينية لرولاندو (SGR). في الحبل الشوكي، تتشكل المشابك المحوارية المحاورية عند نهايات الخلايا العصبية الحسية مع عصبونات داخلية مثبطة قبل المشبك. دُرست هذه المشابك لأول مرة باستخدام تسجيلات داخل الخلايا من العصبونات الحركية الشوكية لدى القطط، وقد ثبت أنها تسبب تثبيطًا قبل المشبك. ويبدو أن هذه آلية شائعة في النخاع الشوكي، حيث تثبط العصبونات الداخلية GABAergic النشاط قبل المشبكي في الخلايا العصبية الحسية، وتتحكم في نهاية المطاف في نشاط الخلايا العصبية الحركية، مما يُمكّن من التحكم الانتقائي في العضلات. في محاولة لتحديد عدد المشابك المحورية المحورية في منطقة SGR لدى الفئران، وُجد 54 مشبكًا من هذا النوع من بين إجمالي 6045 مشبكًا تم فحصها. وقد تبين أن هذه المشابك المحوارية المحاورية الـ 54 تحتوي إما على حويصلات غير حبيبية أو حويصلات حبيبية كبيرة.

### الجهاز الدهليزي
توجد المشابك المحوارية المحاورية في النواة الدهليزية الجانبية لدى الفئران. وتتشكل من المحاور الصغيرة للخلايا العصبية المتوسطة إلى النهايات المحورية للمحاور الكبيرة، والتي تقع أعلى الجذع الشجيري الرئيسي. ومن المثير للاهتمام أن الباحثين ادّعوا أن المشابك المحوارية المحاورية، الموجودة بكثرة لدى الفئران، غائبة في النواة الدهليزية الجانبية لدى القطط. ويشيرون إلى أن أنواع النهايات المحورية التي تم تحديدها ووصفها لدى القطط موجودة جميعها لدى الفئران، ولكن العكس ليس صحيحًا لأن المحاور التي تشكل المشابك المحورية المحورية مفقودة لدى القطط. تم اقتراح هذه المشابك لتمكين الحسابات العصبية المعقدة للانعكاس الدهليزي في الفئران.

### الدماغ الخلفي
توجد المشابك المحوارية-المحاورية في خلايا ماوثنر لدى الأسماك الذهبية. تستقبل هضبة المحور والأجزاء المحورية الأولية لخلايا ماوثنر نهايات عصبية من ألياف دقيقة للغاية غير مغلفة بالميالين، والتي تغطي هضبة المحور بنتوءات حلزونية. تُعرف هذه النتوءات الحلزونية حول خلايا ماوثنر أيضًا باسم غطاء المحور. يكمن الفرق بين المشابك المحورية-المحورية والمشابك الأخرى في خلايا ماوثنر في أن المشابك الموجودة على التشعبات والجسم العصبي تستقبل أليافًا مغلفة بالميالين، بينما تستقبل المحاور أليافًا غير مغلفة بالميالين. خلايا ماوثنر هي خلايا عصبية كبيرة تشارك في ردود فعل الهروب السريعة لدى الأسماك. وبالتالي، يمكن لهذه المشابك المحورية-المحورية تعطيل شبكة الهروب بشكل انتقائي من خلال التحكم في تأثير خلايا ماوثنر على الشبكة العصبية في اتجاه مجرى النهر. تشير دراسة التباين المورفولوجي للمشابك المحورية-المحورية عند هضبة المحور في خلايا ماوثنر إلى أن هذه المشابك، من الناحية التطورية، أحدث من خلايا ماوثنر. يمكن رسم خريطة لاستجابة المفاجأة من الناحية التطورية، مما يؤكد أن أسماك شعاعيات الأجنحة القاعدية، التي تحتوي على مشابك محوارية-محاورية قليلة أو معدومة على خلايا ماوثنر، تُظهر استجابة هروب أسوأ من الأسماك ذات المشابك المحورية-المحورية.

## الوصل العصبي العضلي
توجد المشابك المحورية-المحورية المثبطة في الوصلات العصبية العضلية للقشريات، وقد دُرست على نطاق واسع في جراد البحر. تتشكل المشابك المحورية-المحورية على المحاور المثيرة كخلية عصبية ما بعد المشبكية بواسطة الخلايا العصبية الحركية من الجانب قبل المشبكي. تُشكّل الخلايا العصبية الحركية، وهي المُثبِّط الشائع في عضلات إغلاق أطراف السرطان ومثنيات الأطراف الإضافية، مشابك محوارية-محاورية بالإضافة إلى الوصلة العصبية العضلية مع عضلات جراد البحر. رُصدت هذه المشابك لأول مرة عام 1967، عندما وُجِد أنها تُسبِّب تثبيطًا قبل مشبكي في عضلات أرجل جراد البحر وسرطان البحر. وجدت دراسات لاحقة أن المشابك المحوارية-المحاورية أظهرت أعدادًا متفاوتة من الحدوث بناءً على موقع عضلات الساق من الجهاز العصبي. على سبيل المثال، تحتوي المناطق القريبة على ثلاثة أضعاف عدد المشابك المحوارية-المحاورية مقارنةً بالمناطق المركزية. يُقترح أن هذه المشابك تعمل عن طريق الحد من إطلاق النواقل العصبية لحركات الساق المُتحكَّم بها.

## الأهمية السريرية
من الأمثلة على الدور الفسيولوجي للمشابك المحوارية المحاورية، التي تُشكلها الخلايا العصبية المثبطة لـ GABAergic في محاور الخلايا الحبيبية، هو إثارة النوبات التلقائية، وهي أحد الأعراض الرئيسية للصرع المستعصي. وقد وُجد أن الخلايا العصبية المثبطة قبل المشبكية، والتي يُمكن تمييزها بالكوليسيسستوكينين وGAT-1، تُعدل إنتاج الإشارات العصبية الشوكية للخلايا الحبيبية. ثم تُرسل هذه الخلايا نفسها أليافًا طحالبية مُثيرة إلى الخلايا العصبية الهرمية في منطقة CA3 الحصينية. تُعتبر نظرية الغلوتامات إحدى النظريتين الرائدتين في علم أسباب مرض الفصام. يُعد الغلوتامات ناقلًا عصبيًا مُدروسًا جيدًا لدوره في التعلم والذاكرة، وكذلك في نمو الدماغ خلال فترة ما قبل الولادة والطفولة. أظهرت دراساتٌ أُجريت على مخطط الفئران وجود مشابك عصبية محوارية-محاورية مثبطة تتشكل على ألياف القشرة-المخطط الغلوتاماتية. واقترح الباحثون أن هذه المشابك في المخطط قد تكون مسؤولة عن تثبيط الخلايا العصبية الغلوتاماتية. بالإضافة إلى ذلك، يُقترح أيضًا أن هذه المشابك الدوبامينية تُسبب نشاطًا مفرطًا للدوبامين وتُصبح سامة عصبيًا للخلايا العصبية الغلوتاماتية ما بعد المشبكية. ويُقترح أن تكون هذه الآلية آليةً محتملةً لخلل الغلوتامات في حالات الفصام المُلاحظة.

## التطور
تشير دراسةٌ أُجريت على الحبل الشوكي لدى الفئران إلى أن مُركب Ig/Caspr4 الحسي يُشارك في تكوين المشابك المحورية-المحورية على الخلايا الواردة الحسية العميقة. تتشكل هذه المشابك من خلال بروز الخلايا العصبية البينية GABAergic على الخلايا العصبية الحسية، وهو ما يسبق الخلايا العصبية الحركية.  في المشبك المحوري-المحوري، يؤدي التعبير عن مُركّب المُستقبلات المُرافقة NB2 (Contactin5)/Caspr4 في الخلايا العصبية ما بعد المشبكية، إلى جانب التعبير عن NrCAM/CHL1 في الخلايا العصبية البينية قبل المشبكية، إلى زيادة أعداد هذه المشابك المُتشكلة في النخاع الشوكي. كما أن إزالة NB2 من الخلايا العصبية الحسية قلّل من عدد المشابك المحوارية-المحاورية من الخلايا العصبية البينية GABAergic، مما يُشير إلى ضرورة ودور NB2 في تكوين المشابك من النوع المحواري-المحاوري.